# Sitalcicus novemtuberculatus
Sitalcicus novemtuberculatus is een hooiwagen uit de familie Podoctidae.